# KV Ferizaj
Klubi i Volejbollit Ferizaj (w skrócie KV Ferizaj) – kosowski klub siatkarski z siedzibą w Ferizaju. Został założony w 1993 roku. Klub jest dwukrotnym mistrzem Kosowa oraz dwukrotnym zdobywcą zarówno Pucharu Kosowa, jak i Pucharu Federacji.
W 2020 roku uczestniczył w Pucharze BVA, w którym przegrał dwumecz z tureckim zespołem Halkbank. W sezonie 2025/2026 po raz pierwszy wystąpił w europejskich pucharach, biorąc udział w Pucharze Challenge.
Mecze domowe rozgrywa w Pałacu Sportu „Bill Clinton” (alb. Pallati i sporteve „Bill Clinton”) w Ferizaju.

## Osiągnięcia
- Mistrzostwo Kosowa (2x): 2020[4], 2025[5]
- Puchar Kosowa (2x): 2020[6], 2025[7]
- Puchar Federacji (2x): 2021[8], 2024[9]